# Reading (Ohio)
Reading ist eine City in Hamilton County im US-Bundesstaat Ohio. Das U.S. Census Bureau hat bei der Volkszählung 2020 eine Einwohnerzahl von 10.600 ermittelt.

## Geographie
Umgeben wird Reading von Dillonvale im Norden und von Amberley im Süden.

## Persönlichkeiten
- John Boehner (* 1949), Politiker
- Carl Rudolph Krafft (1884–1938), Landschaftsmaler